# Jonsbergs socken
Jonsbergs socken i Östergötland ingick i Östkinds härad, ingår sedan 1974 i Norrköpings kommun och motsvarar från 2016 Jonsbergs distrikt.
Socknens areal är 91,84 kvadratkilometer, varav 91,54 land. År 2000 fanns här 669 invånare. Orten Arkösund samt kyrkbyn Jonsberg med sockenkyrkan Jonsbergs kyrka ligger i denna socken. 

## Administrativ historik
Jonsbergs socken bildades på 1500-talet som en utbrytning ur Häradshammars socken.
Vid kommunreformen 1862 övergick socknens ansvar för de kyrkliga frågorna till Jonsbergs församling och för de borgerliga frågorna till Jonsbergs landskommun. Landskommunen inkorporerades 1952 i Östra Vikbolandets landskommun som uppgick 1967 i Vikbolandets landskommun och ingår sedan 1974 i Norrköpings kommun. Församlingen utökades 2010. Fastigheten Sandskogen 1:4 överfördes 1981 härifrån till Häradshammars socken (församling).
1 januari 2016 inrättades distriktet Jonsberg, med samma omfattning som församlingen hade 1999/2000.  
Socknen har tillhört samma fögderier och domsagor som Östkinds härad. De indelta soldaterna tillhörde   Andra livgrenadjärregementet, Liv-kompaniet. De indelta båtsmännen tillhörde Östergötlands båtsmanskompani.

## Geografi
Jonsbergs socken ligger på östra Vikbolandet omfattande en skärgård med öar som Arkö, Gränsö och Aspö-Björkö. Socknen är en kuperad skogs- och bergsbygd.

## Byar och hemman
Jonsbergs socken består historiskt av följande byar och enstaka hemman. När en by har flera hemman anges också hemmansnumren.
- Arkö, enstaka hemman (lotshemman).
- Arkösund, samhälle, tidigare namn på ett torp med krog. Byggt på mark som hör till Gåsåker och Nordanskog.
- Björkebohagen, enstaka hemman.
- Björnö, enstaka hemman.
- Björsätter, ett hemman (1) och en skatteäng (2).
- Braskebo, enstaka hemman.
- Bredåker, enstaka hemman, avhyst på 1600-talet och lagt under Jonsbergs säteri.
- Brytsbo, by med två hemman (1 Västergården och 2 Östergården).
- Bråxvik (ursprungligen Ribbingstorp), by med två hemman (1 och 2), före detta säteri. Innehades av ätten Ulfsparre som på 1660-talet bytte namnet.
- Djäknetorp, by med två hemman (1 och 2).
- Dröstorp, enstaka hemman.
- Estorp, enstaka hemman.
- Fettsätter, enstaka hemman.
- Fyrskeda, enstaka hemman.
- Glofshult, enstaka hemman.
- Gottenvik, på 1500-talet en by med tre hemman och en utjord, senare säteri. Herrgården ligger vid en vik av Östersjön och var på 1800-talet en ansenlig egendom som förutom Gottenvik omfattade hemmanen Hagen, Björsätter, Isnäs, Ramsdal, Öbbebo och Ödebo, tillsammans 8 3/4 mantal, samt Gottenviks tegelbruk, kalkbränneri, såg och Häggebo väderkvarn. Under egendomen lydde också ett antal gårdar i Rönö socken: Börsebok, Djupvik, Ekhult, Håkanstorp, Korpetorp, Kårebo, Mullingstorp, Skaketorp, Timmerdal och Vintersbo, tillsammans 10 mantal, samt Arvidsbergs koppargruva.[11]
- Granebo, enstaka hemman.
- Gränsö, enstaka hemman (lotshemman).
- Gummetorp, enstaka hemman.
- Gustorp, enstaka hemman.
- Gåsåker, enstaka hemman.
- Gässlingsbo, enstaka hemman.
- Görstorp, enstaka hemman, prästgård.
- Hagen, enstaka hemman, avhyst på 1700-talet och lagt under Gottenvik.
- Hagerstorp, enstaka hemman.
- Hovgren, enstaka hemman, före detta säteri.
- Håcklö, enstaka hemman.
- Håkanbäck, enstaka hemman, avhyst efter en vådeld 1699 och lagt under Bråxvik. Ett torp på den gamla gårdstomten har bevarat namnet.
- Häggebo, by med två hemman (1 Nergården och 2 Uppgården).
- Hälltorp, enstaka hemman.
- Isnäs, by med två hemman (1 Västergården och 2 Östergården).
- Jonsberg, enstaka hemman och socknens kyrkby, före detta säteri.
- Jägerstorp, enstaka hemman.
- Klockarebo, enstaka hemman, avhyst på 1600-talet och lagt under Jonsberg. Ett torp på den gamla gårdstomten har bevarat namnet.
- Knutgärdet, enstaka hemman.
- Kolstorp, enstaka hemman.
- Käfstebo, enstaka hemman.
- Kälebo, by med två hemman (1 Nergården och 2 Uppgården)
- Källtorp, enstaka hemman.
- Lindö, enstaka hemman (lotshemman).
- Lindöja, enstaka hemman (lotshemman).
- Långdalen, enstaka hemman, ursprungligen ett skattetorp, i jordeboken från 1725.
- Lövdal, enstaka hemman.
- Möckeläng, enstaka hemman.
- Möddebo, by med två hemman (1 Västergården och 2 Östergården).
- Mönnerum, by med två hemman (1 Nergården och 2 Uppgården).
- Mönsebo, enstaka hemman (ej längre bebyggt).
- Narvetorp, enstaka hemman.
- Nordanskog, enstaka hemman.
- Nygärdet, enstaka hemman (ej längre bebyggt).
- Ormsätter, enstaka hemman.
- Ramborgstorp (nu Talltorpet), enstaka hemman, före detta skattetorp, i jordeboken från 1825.
- Ramnö, enstaka hemman.
- Ramsdal, enstaka hemman.
- Ransätter, enstaka hemman, avhyst och lagt under Bråxvik.
- Riddartorp, enstaka hemman, avhyst och lagt under Bråxvik.
- Rocklösa, ett hemman (1) och en äng (2, tidigare kallad Lilla Rocklösa).
- Rumgärdet, enstaka hemman.
- Rösätter, enstaka hemman.
- Salsbäck, enstaka hemman.
- Sandskogen, enstaka hemman, före detta ryttartorp, skattlagt 1787.
- Simmetorp, enstaka hemman.
- Skallgärde, ett hemman (1) och en utjord (2).
- Skogsberga, enstaka hemman.
- Skriketorp, ett hemman (1) och en utjord (2).
- Stenvik, enstaka hemman.
- Stockholmstorp, enstaka hemman.
- Utsätter, ett hemman (1) och ett båtsmanstorp (2).
- Vigelsbo, enstaka hemman.
- Öbbebo, by med fyra hemman (1, 2, 3 och 4).
- Öbnebo, enstaka hemman.
- Ödebo, enstaka hemman.

## Fornlämningar
Kända från socknen är flera gravrösen och stensättningar från bronsåldern samt en fornborg från järnåldern.

## Namnet
Namnet (1358 Jonsbergh) kommer från en herrgård. Förleden innehåller mansnamnet Johan (Jon). Efterleden berg  återspeglar naturen vid platsen.

### Fotnoter
1. 1 2  Svensk Uppslagsbok andra upplagan 1947–1955: Jonsberg socken
2. 1 2  Harlén, Hans; Harlén Eivy (2003). Sverige från A till Ö: geografisk-historisk uppslagsbok. Stockholm: Kommentus. Libris 9337075. ISBN 91-7345-139-8
3. ↑  Harlén, Hans; Harlén Eivy (2003). Sverige från A till Ö: geografisk-historisk uppslagsbok. Stockholm: Kommentus. Libris 9337075. ISBN 91-7345-139-8
4. ↑  ”Församlingar”. Statistiska centralbyrån. https://www.scb.se/hitta-statistik/regional-statistik-och-kartor/regionala-indelningar/forsamlingar/. Läst 30 december 2022.
5. ↑  Administrativ historik för Jonsberg socken (Klicka på församlingsposten). Källa: Nationella arkivdatabasen, Riksarkivet.
6. ↑  Om Östergötlands båtsmanskompani
7. ↑  ”Karta över östra Östkinds härad från 1868”. Arkiverad från originalet den 13 april 2018. https://web.archive.org/web/20180413110044/https://kartavdelningen.sub.su.se/images/Ek/E/E-OstkindBjorkekind-o/openlayers.html. Läst 13 april 2018.
8. 1 2  Sjögren, Otto (1931). Sverige geografisk beskrivning del 2 Östergötlands, Jönköpings, Kronobergs, Kalmar och Gotlands län. Stockholm: Wahlström & Widstrand. Libris 9939
9. 1 2  Nationalencyklopedin
10. ↑  Franzén Gösta, red (1984). Ortnamnen i Östergötlands län D. 22 Östkinds härad : bebyggelsenamn. Uppsala: Ortnamnsarkivet. sid. 56–75. Libris 8204559. ISBN 9185452076. http://sprakochfolkminnen.diva-portal.org/smash/get/diva2:1176454/FULLTEXT01.pdf
11. ↑  Rosenberg, Carl Martin (1882–1883). Geografiskt-statistiskt handlexikon öfver Sverige. sid. 528. https://runeberg.org/rosenberg/1/0532.html
12. ↑  Fornlämningar, Statens historiska museum: Jonsbergs socken
13. ↑  Fornminnesregistret, Riksantikvarieämbetet: Jonsbergs socken Fornminnen i socknen erhålls på kartan genom att skriva in sockennamn (utan "socken") i "Ange geografiskt område"
14. ↑  Mats Wahlberg, red (2003). Svenskt ortnamnslexikon. Uppsala: Institutet för språk och folkminnen. Libris 8998039. ISBN 91-7229-020-X. https://isof.diva-portal.org/smash/get/diva2:1175717/FULLTEXT02.pdf